# Danny Faure
Danny Faure (n. Kilembe Minis, Uganda, 8 de maig de 1962) és un polític i politòleg de les Seychelles. És membre del Partit del Poble (People's Party).
Després de la renúncia de James Michel, ha estat nomenat el dia 16 d'octubre de 2016 com a nou President de Seychelles.